# Jean Gavril
Jean Florin Gavrilă (n. 21 noiembrie 1993, Constanța, România), cunoscut sub numele de scenă Jean Gavril, este un cântăreț și compozitor de muzică pop-rock și rock alternativ. Și-a început cariera muzicală la casa de discuri Roton, cu piesa ”Nebun de legat”, în 2014. Ulterior, Jean Gavril a semnat și cu casa de discuri HaHaHa Production, când a fost lansată piesa „Totul sau nimic”, fiind în prezent artist dublu semnat. Jean a fost prezent pe scene importante din România, iar dintre acestea amintim: Electric Castle, Femei pe Mătăsari, Romanian Creative Week, Gala Forbes și Elle Style Awards. In aprilie, anul 2022 a câștigat primul sezon din emisiunea Dancing on Ice- Vis în Doi, alături de partenera sa, Ana Maria Ion. A participat în noul format al emisiunii Asia Express pe noul nume America Express alături de fratele sau, Dinu.

## Biografie
Relația lui Jean Gavril cu muzica a început devreme, încă de la vârsta de 7 ani, când a primit prima sa chitară de la părinți. În scurt timp, acesta a început să studieze chitara clasică alături de profesorul Albu Victor de la Liceul de Arte „Regina Maria” din Constanța. Acesta a fost momentul în care Jean a început să participe și să câștige numeroase concursuri de muzică.
Înclinația spre muzică i-a fost indusă de părinți. Tatăl lui Jean Gavril a studiat vioara și a cântat în corul armatei, iar mama sa este în curs de a deveni profesor de pian. Părinții i-au susținut întotdeauna pasiunea pentru muzică, fiind prezenți la numeroase concerte încă de la început. Chitara a fost începutul pentru Jean, iar ulterior, în școala generală, și-a descoperit vocea, când s-a alăturat corului școlii, unde a fost solist. În liceu, Jean a fost invitat să fie solist în ceea ce urma să fie una dintre cele mai de succes trupe de cover din Constanța, trupă alături de care a susținut peste 100 de concerte pe plan local, în baruri precum Pheonix sau Club Doors, la evenimente private și nunți.
Jean Gavril și-a terminat studiile la Liceul „Mircea cel Bătrân” din Constanța și ulterior și-a îndreptat atenția spre arhitectură, fiind admis la Universitatea de Arhitectură „Ion Mincu” din București. De-a lungul carierei sale, Jean a urcat pe scene importante din România, fiind invitat să cânte la festivaluri precum Femei pe Mătăsari, Romanian Creative Week Iași, Gala Forbes, Elle Style Awards, Electric Castle, Flight Festival și altele. De asemenea, acesta a susținut concerte în unele dintre cele mai populare cluburi: Pheonix Constanța, loc unde au cântat unele dintre cele mai mari nume ale rockului românesc, Club Doors Constanța, Control, Expirat, Hard Rock Cafe. Jean își compune singur piesele și își găsește inspirație atât în evenimentele din viața lui, cât și în evenimentele prin care trec oamenii din jurul său. Povestea din spatele piesei „Ultimul val” constă într-o întâmplare nefericită, respectiv moartea unui marinar comandant de vas, tatăl unuia dintre cei mai buni prieteni ai lui Jean. Piesa „Ultimul Val” este o colaborare între Jean și Feli. Artista s-a alăturat proiectului după ce a ascultat versurile cu impact emoțional din refren, „încă un suflet pleacă spre larg”. Feli trecea în acele momente prin aceeași experiență cumplită de a pierde pe cineva drag. Emoția pe care cei doi au reușit să o transmită prin intermediul acestei balade i-a dus până pe poziția numărul 6 în topul Media Forest România, unde piesa „Ultimul Val” a fost prezentă timp de 6 săptămâni.
Cu fiecare piesă, Jean și-a conturat un stil propriu și a forțat limitele încadrării pieselor sale într-un singur gen muzical. Acesta a lucrat alături de producători de renume, precum: Lucian Nagy, Șerban Cazan, Vladimir Coman Popescu. Jean a colaborat și cu alți compozitori, precum: Smiley, Feli, Angus Mihai, Florian Rus, Tudor Chirilă, Adrian Despot, NOSFE, Bruja, JO, JUNO. Jean Gavril își face loc în industria muzicală din România cu un stil unic și inconfundabil, nerespectând regulile jocului și câștigând inimile oamenilor cu show-uri live alături de trupa sa. Printre aparițiile notabile ale lui Jean se numără prezența în juriul emisiunii „Cântă acum cu mine” și în serialul „Profu’”, ambele producții ale ProTV. De asemenea, în cadrul serialului „Profu’” au fost introduse următoarele piese compuse și interpretate de Jean: „Îți pare rău”, „Fata bea cu mine” și „Unde ești tu”. Muzica lui Jean s-a auzit și în filmul „Oh, Ramona!”. În februarie 2019, Jean Gavril și Geneva au lansat piesa cu același nume, extrasă de pe coloana sonoră a filmului regizat de Cristina Iacob. Filmul „Oh, Ramona!” a doborât toate recordurile de atunci în cinematografia românească, fiind rescrierea cinematografică a bestsellerului scris de Andrei Ciobanu, „Suge-o, Ramona!”.

## Videografie
- Unde esti tu  (2021)
- Fără Control - Jimachez (2021)
- Aur - Jimachez (2021)
- Stinge lumina (cover) - Nicu Drăgan (2020)
- Tu nu ai știut – Nicu Drăgan (2019)
- Vagabond – Vali Bărbulescu (2019)
- Păpușa Paradis – Răzvan Leucea (2019)
- Festival – Răzvan Leucea (2019)
- Îți pare rău (cover) – Răzvan Leucea (2019)
- Oh Ramona – Răzvan Leucea (2019)
- Sex in lift – Răzvan Leucea (2018)
- Cuțit la abdomen – Răzvan Leucea (2018)
- Jale Jane – Răzvan Leucea (2018)
- Fata, bea cu mine – Răzvan Leucea (2018)
- Picioarele reci – Răzvan Leucea (2017)
- Tocuri – San Anton (2017)
- Totul sau nimic – Iulian Moga (2016)
- I Won't Get Lost – San Anton (2014)
- Nebun de legat – San Anton (2014)

## Discografie
- Jean Gavril - Unde ești tu (2021)
- Jean Gavril X Raze - Hai Hui (2021)
- Crize feat. Jean Gavril - Cauza pierduta (2021)
- Jean Gavril x NOSFE - Fără Control (2021)
- Jean Gavril - Aur (2021)
- Bordea feat. Jean Gavril - Nebun după tine (2021)
- Jean Gavril - Stinge lumina (cover) (2020)
- Jean Gavril x Feli - Ultimul val (2019)
- Jean Gavril - Rosu aprins (cover) (2019)
- Jean Gavril - Tu nu ai știut (2019)
- Jean Gavril feat. DOC - Vagabond (2019)
- Jean Gavril - Păpușa Paradis (2019)
- Jean Gavril - Festival (2019)
- Jean Gavril feat. Feli - Îți pare rău (cover) (2019)
- Jean Gavril feat. Geneva - Oh, Ramona (2019)
- Jean Gavril - Iulia (2019)
- Jean Gavril - Sex în lift (2018)
- Jean Gavril - Cuțit la abdomen (2018)
- Jean Gavril - Jale Jane (2018)
- Jean Gavril feat. JUNO - Fata, bea cu mine (2018)
- Jean Gavril - Picioarele reci (2017)
- Jean Gavril - Tocuri (2017)
- Jean Gavril - Totul sau nimic (2016)
- Jean Gavril - I Won't Get Lost (2014)
- Jean Gavril - Nebun de legat (2014)